# Wasserschloss Bieringen

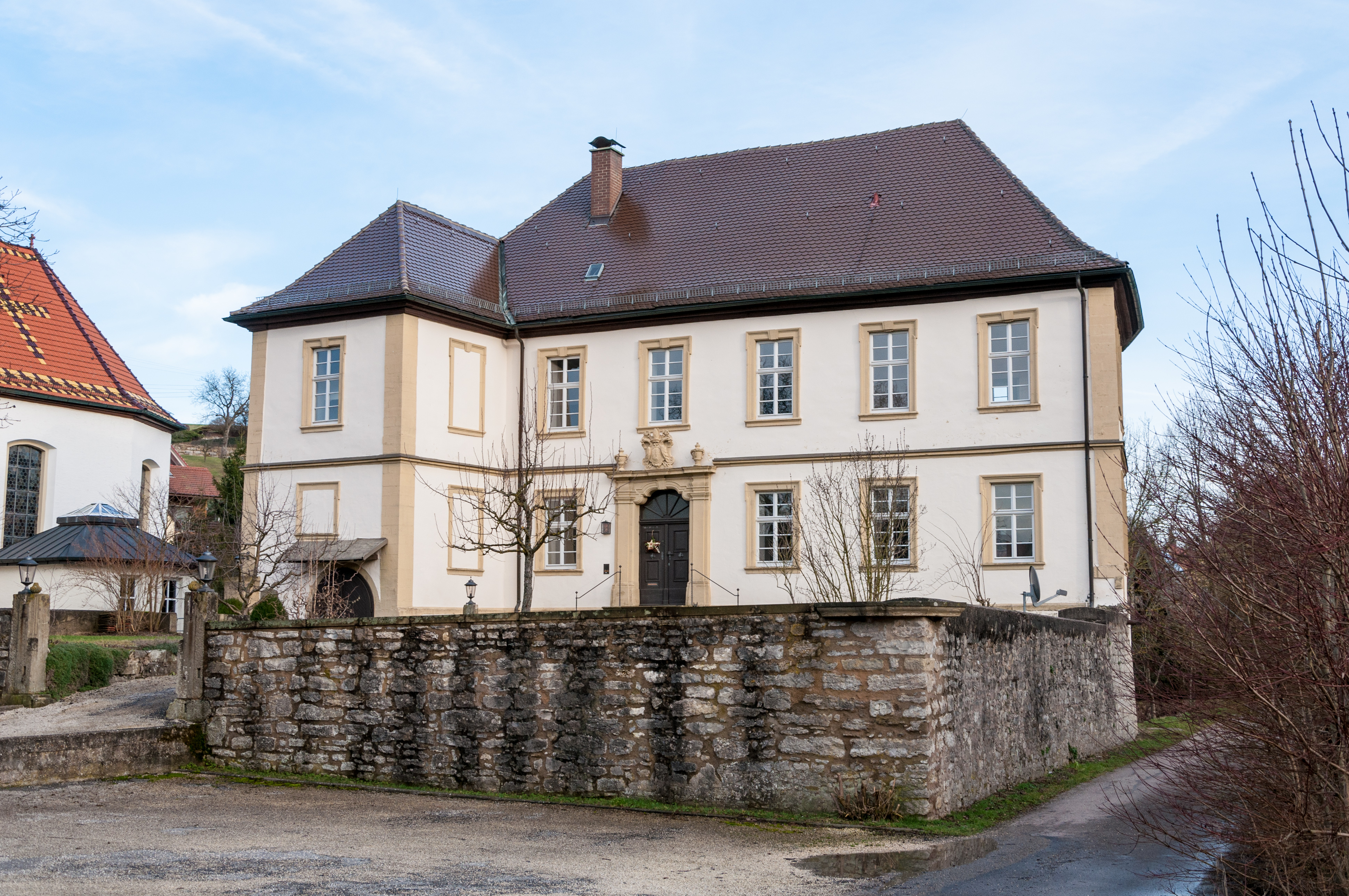
Wasserschloss Bieringen, jetzt Pfarrhaus

Das Wasserschloss Bieringen ist ein ehemaliger Schlossbau im Schöntaler Ortsteil Bieringen im Hohenlohekreis. Es wurde im 18. Jahrhundert anstelle einer mittelalterlichen Wasserburg errichtet. Heute ist das Gebäude Pfarrhaus der katholischen Kirche St. Kilian.

## Geschichte

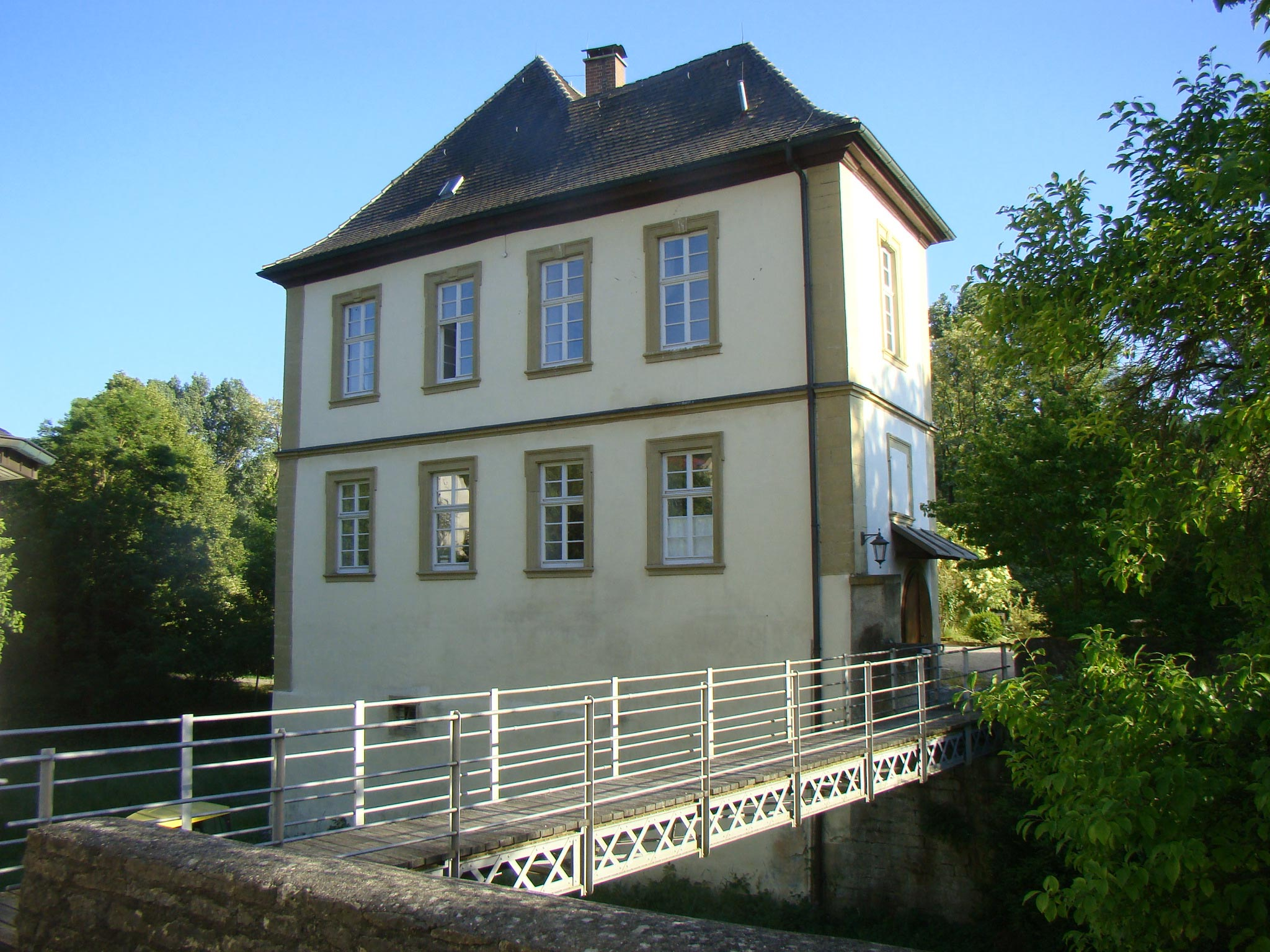
Der Steg zur Kirche führt über den einstigen Wassergraben

Schon im Hochmittelalter existierte in Bieringen ein Herrensitz, der 1222 mit Bieringen von den Herren von Krautheim an das Kloster Schöntal verkauft wurde. Schöntal kam im 14. Jahrhundert in den Besitz des Hochstifts Würzburg, der das Rittergut unter anderem an die Herren von Aschhausen und die Herren von Bieringen als Lehen weitergab. 1344 erwarb Kurmainz das Öffnungsrecht am Schloss. Im Jahr 1592 verkaufte Hans Georg von Berlichingen zu Schrozberg das Rittergut, das im 15. und 16. Jahrhundert mehrere Besitzerwechsel erfahren hatte, an Phillip Heinrich und Hans Gottfried von Aschhausen. Von diesen kaufte 1631 der Schöntaler Abt Sigismund Fichtel das Rittergut mit der damaligen Wasserburg. Die Wasserburg wurde, da sie im 18. Jahrhundert schon stark verfallen war, 1736 und 1737 im Auftrag vom Schöntaler Abt Angelus Münch durch ein neues, zweistöckiges Haus ersetzt. Das neu errichtete Schloss diente vor allem den Äbten des Klosters als Lustschloss. Um 1800 wurde im Schloss das Pfarrhaus der Kirchengemeinde St. Kilian untergebracht, welches sich heute noch darin befindet. Die Ökonomiegebäude des Schlosses wurden 1824 an Private verkauft, 1857 wurde der bis dahin noch vollständig erhaltene, ungefähr drei Meter tiefe Schlossgraben teilweise aufgefüllt und die entstandene Fläche als Pfarrgarten genutzt. Zudem wurde um 1880 ein Steg angebaut, der direkt vom Pfarrhaus zur Kirche führt. Anfang der 1980er Jahre wurde das Pfarrhaus grundlegend renoviert, wobei unter anderem das Dach instand gesetzt wurde.

## Beschreibung
Das Schloss ist ein zweigeschossiges, fünfachsiges Gebäude mit einem kleinen Nordflügel und einem Walmdach. Die Ecken des Schlosses sind gequadert, um das Schloss läuft ein Gurtgesims. Das Portal des Schlosses ist mit Pilastern verziert, darüber befindet sich das Wappen des Schöntaler Abts Angelus Münch. Zum Schloss gehörten zudem früher mehrere runde Türme, die teilweise abgerissen wurden.